# Morgan Freeman
Morgan Freeman (n. 1 iunie 1937) este un actor american, regizor de film și narator, câștigător al Premiului Oscar. A devenit cunoscut în anii 1990, după ce a avut roluri într-o serie de filme de succes produse la Hollywood.

## Filmografie

### Filme
| An   | Film                          | Rol                                | Note |
| ---- | ----------------------------- | ---------------------------------- | --- |
| 1980 | Brubaker                      | Walter                             | |
| 1981 | Eyewitness                    | Lt. Black                          | |
| 1984 | Teachers                      | Al Lewis                           | |
| 1984 | Harry & Son                   | Siemanowski                        | |
| 1985 | Marie                         | Charles Traughber                  | |
| 1985 | That Was Then... This Is Now  | Charlie Woods                      | |
| 1987 | Street Smart                  | Fast Black                         | Independent Spirit Award for Best Supporting Male Nominalizat— Academy Award for Best Supporting Actor Nominalizat— Golden Globe Award for Best Supporting Actor - Motion Picture |
| 1988 | Clean and Sober               | Craig                              | |
| 1989 | Glory                         | Sgt. Maj. John Rawlins             | |
| 1989 | Driving Miss Daisy            | Hoke Colburn                       | Golden Globe Award for Best Actor - Motion Picture Musical or Comedy National Board of Review Award for Best Actor Nominalizat— Academy Award for Best Actor |
| 1989 | Lean on Me                    | Principal Joe Clark                | |
| 1989 | Johnny Handsome               | Lt. A.Z. Drones                    | |
| 1990 | The Bonfire of the Vanities   | Judecătorul Leonard White          | |
| 1990 | The Civil War                 | Vocea lui Frederick Douglass       | |
| 1991 | Robin Hood: Prince of Thieves | Azeem                              | Nominalizat— MTV Movie Award for Best On-Screen Duo shared with Kevin Costner |
| 1992 | Necruțătorul (Unforgiven)     | Ned Logan                          | |
| 1992 | The Power of One              | Geel Piet                          | |
| 1993 | Bopha!                        |                                    | doar regizor |
| 1994 | The Shawshank Redemption      | Ellis Boyd "Red" Redding, Narrator | Nominalizat— Academy Award for Best Actor Nominalizat— Golden Globe Award for Best Actor - Motion Picture Drama Nominalizat— Screen Actors Guild Award for Outstanding Performance by a Male Actor in a Leading Role - Motion Picture |
| 1995 | Outbreak                      | Gen. Brig. Billy Ford              | |
| 1995 | Se7en                         | Detectiv Lt. William Somerset      | Nominalizat— MTV Movie Award for Best On-Screen Duo shared with Brad Pitt Nominalizat— Saturn Award for Best Actor |
| 1996 | Chain Reaction                | Paul Shannon                       | |
| 1996 | Moll Flanders                 | Hibble                             | |
| 1996 | Cosmic Voyage                 | Narator                            | |
| 1997 | Amistad                       | Theodore Joadson                   | |
| 1997 | Kiss The Girls                | Dr. Alex Cross                     | |
| 1997 | The Long Way Home             | Narator                            | |
| 1998 | Deep Impact                   | Președintele Tom Beck              | |
| 1998 | Hard Rain                     | Jim                                | |
| 2000 | Nurse Betty                   | Charlie Quinn                      | |
| 2000 | Under Suspicion               | Victor Benezet                     | |
| 2001 | Along Came a Spider           | Dr. Alex Cross                     | |
| 2002 | The Sum of All Fears          | DCI William Cabot                  | |
| 2002 | High Crimes                   | Charlie Grimes                     | |
| 2003 | Bruce Almighty                | Dumnezeu                           | |
| 2003 | Dreamcatcher                  | Col. Abraham Curtis                | |
| 2003 | Levity                        | Păstorul Miles Evans               | |
| 2003 | Drug War                      | Lt. Redding                        | |
| 2004 | Million Dollar Baby           | Eddie "Scrap Iron" Dupris          | Academy Award for Best Supporting Actor Screen Actors Guild Award for Outstanding Performance by a Male Actor in a Supporting Role - Motion Picture Nominalizat— Golden Globe Award for Best Supporting Actor - Motion Picture Nominalizat— Screen Actors Guild Award for Outstanding Performance by a Cast in a Motion Picture |
| 2004 | The Hunting of the President  | Narator                            | limitare de presă |
| 2004 | The Big Bounce                | Walter Crewes                      | |
| 2005 | An Unfinished Life            | Mitch Bradley                      | |
| 2005 | War of the Worlds             | Narator                            | |
| 2005 | March of the Penguins         | Narator                            | |
| 2005 | Batman Begins                 | Lucius Fox                         | |
| 2005 | Unleashed                     | Sam                                | |
| 2006 | Edison Force                  | Ashford                            | |
| 2006 | The Contract                  | Frank Carden                       | |
| 2006 | Lucky Number Slevin           | Șefu                               | |
| 2006 | 10 Items or Less              | În rolul său                       | |
| 2007 | Evan Almighty                 | Dumnezeu                           | |
| 2007 | Feast of Love                 | Harry Stephenson                   | |
| 2007 | Gone, Baby, Gone              | Jack Doyle                         | |
| 2007 | The Bucket List               | Carter Chambers                    | Și Povestitor |
| 2008 | Wanted                        | Sloan                              | |
| 2008 | The Love Guru                 | Povestitor                         | Voce |
| 2008 | The Dark Knight               | Lucius Fox                         | |
| 2009 | Prom Night in Mississippi     | Rolul său                          | limited release |
| 2009 | Thick as Thieves              | Keith Ripley                       | |
| 2009 | The Maiden Heist              | Charlie                            | |
| 2009 | Thick as Thieves              |                                    | |
| 2009 | Invictus                      | Nelson Mandela                     | NAACP Image Award for Outstanding Actor in a Motion Picture National Board of Review Award for Best Actor tied with George Clooney for Up in the Air Nominalizat— Academy Award for Best Actor Nominalizat— Broadcast Film Critics Association Award for Best Actor Nominalizat— Golden Globe Award for Best Actor – Motion Picture Drama Nominalizat— Houston Film Critics Society Award for Best Actor Nominalizat— Screen Actors Guild Award for Outstanding Performance by a Male Actor in a Leading Role Nominalizat— Washington D.C. Area Film Critics Association for Best Actor |
| 2010 | RED                           | Joe                                | |
| 2011 | Born to Be Wild               | Narrator                           | |
| 2011 | Conan the Barbarian           | Narrator                           | |
| 2011 | Breaking the Taboo            | Narrator                           | |
| 2011 | Dolphin Tale                  | Dr. Cameron McCarthy               | |
| 2012 | The Magic of Belle Isle       | Monte Wildhorn                     | |
| 2012 | The Dark Knight Rises         | Lucius Fox                         | |
| 2013 | Olympus Has Fallen            | Speaker Allan Trumbull             | |
| 2013 | Oblivion                      | Malcolm Beech                      | |
| 2013 | Now You See Me                | Thaddeus Bradley                   | |
| 2013 | Last Vegas                    | Archie                             | |
| 2014 | The Lego Movie                | Vitruvius                          | Voce |
| 2014 | Transcendence                 | Joseph Tagger                      | |
| 2014 | Lucy                          | Profesor Norman                    | |
| 2014 | Dolphin Tale 2                | Dr. Cameron McCarthy               | |
| 2014 | Life Itself                   |                                    | post-producție |
| 2014 | The Last Knights              | Bartok                             | post-producție |
| 2017 | "Going in style"              | Willie                             | |

### Apariții în televiziune
| An        | Titlu                                  | Rol                                                                | Note                                               |
| --------- | -------------------------------------- | ------------------------------------------------------------------ | -------------------------------------------------- |
| 1971–1977 | The Electric Company                   | Easy Reader, DJ Mel Mounds, Dracula, Vincent the Vegetable Vampire | serial de televiziune                              |
| 1978      | Roll of Thunder, Hear My Cry           | Uncle Hammer                                                       | realizat pentru televiziune                        |
| 1981      | The Marva Collins Story                | Clarence Collins                                                   | realizat pentru televiziune                        |
| 1985      | The Twilight Zone                      | Tony                                                               | serial de televiziune (episodul "Dealer's Choice") |
| 1986      | Resting Place                          | Luther Johnson                                                     | realizat pentru televiziune                        |
| 1987      | Fight For Life                         | Dr. Sherard                                                        | realizat pentru televiziune                        |
| 2008      | Smithsonian Channel's Sound Revolution | În rolul său (gazdă)                                               | serie de televiziune, prezentator                  |
| 2008      | Stephen Fry in America                 | În rolul său                                                       | serie de televiziune, apare în ep. 3               |
| 2010      | The Colbert Report                     | În rolul său                                                       | interviu                                           |
| 2010      | The Daily Show                         | În rolul său                                                       | interviu                                           |
| 2010      | Through the Wormhole cu Morgan Freeman | În rolul său (gazdă)                                               | serie de televiziune, prezentator                  |